# Vanessa Ives
Vanessa Ives es un personaje ficticio de la serie de televisión Penny Dreadful. Es interpretado por la actriz Eva Green, y se podría decir que es el personaje principal de la serie.
Vanessa Ives es una vidente que vive con el Sr. Malcom Murray, ayudándole a buscar a  Mina Murray, su amiga de la infancia e hija de éste. Posee una serie de dones sobrenaturales, los cuales son muy útiles para ayudar en la búsqueda de Mina Murray. Pero a la vez estos dones también son un gran peligro para los que la rodean y para la propia Vanessa.

## Historia
Vanessa Ives nació en el seno de una familia rica, la cual era vecina de la familia Murray. Gracias a esto pudo crecer junto a  Mina Murray, creándose así un fuerte vínculo entre ellas. También tenía una estrecha relación con Peter Murray, hermano de Mina, con el que incluso llegó a tener planes de boda.
Pero la feliz y amena vida de Vanessa empezó a cambiar cuando descubrió a su madre siendo infiel con el padre de Mina, el Sr. Malcom Murray. Después de esto las dos familias se pelearon y empezaron a guardarse un gran rencor entre ambas. A partir de aquí, la vida de Vanessa solo fue en decadencia. Llegó a acostarse con el prometido de su mejor amiga Mina y esta declive llegó a su punto más crítico cuando fue víctima de una posesión demoníaca, que acabó desembocando además en la muerte de su madre.
A consecuencia de esto se fue a pasar un tiempo con la bruja Joan Clayton, con intención de aprender a combatir mejor sus demonios internos y los peligros que la acechaban constantemente. Vanessa llegó a aprender mucho de Joan, y se creó entre ellas un profundo vínculo, pero trágicamente Joan fue quemada viva por bruja. Aunque por suerte Joan no murió sin haber preparado antes a Vanessa para sus futuras luchas contra lo sobrenatural.
Finalmente, en 1891 conoce a Ethan Chandler, otro de los personajes principales de la serie, y se interesa por sus servicios como pistolero, con la idea de que también pueda ayudar en la búsqueda de Mina. Es aquí donde empieza la primera temporada de la serie.

## Dones y habilidades
Desde la primera temporada podemos observar que Vanessa posee una serie de dones y habilidades relacionadas con lo oculto, pero ya en la segunda temporada se nos revela que es una auténtica bruja. En parte gracias a Joan Clayton que le enseñó las artes del tarot, el herborismo y el verbis diablo. Incluso su propia mentora reconoció que nunca había tenido una aprendiz con tanta fuerza y poder.
Algunos de los dones y habilidades de Vanessa son:
- Adivinación: conjunto de prácticas con las que se pretende conocer el futuro o lo desconocido.
- Cartomancia: adivinación del futuro a través del tarot.
- Intuición: adivinación a través del propio instinto.
- Mediumnidad: adivinación a través de la comunicación con espíritus. Vanessa incluso es capaz de canalizar a estos espíritus y algunos de ellos tan poderosos como el diablo o la diosa Amonet la han utilizado como medio.
- Verbis Diablo: Vanessa habla la lengua del diablo con bastante fluidez, a pesar de que su mentora Joan Clayton apenas se la enseñara. En la serie esta lengua es utilizada varias veces para proteger a sus amigos o a ella misma.
- Magia apotropaica: arte por el que a un talismán se le atribuye el poder de alejar el mal. Vanessa utilizó esta magia al pintar un escorpión con su propia sangre con el fin de proteger la casa del señor Murray.
- Herbología: Vanessa es una gran entendedora de las propiedades y aplicaciones medicinales de las plantas gracias a los conocimientos que le transmitió la bruja Joan Clayton.
- Puntería: Vanessa en la serie ha llegado a mostrar un espectacular manejo de las armas y una fantástica puntería.

## Personalidad
Vanessa Ives es una hermosa y seductora mujer envuelta en un halo de misterio y peligro. Todos sus dones y habilidades son de gran ayuda para los que la rodean pero a la vez también son un gran peligro, en especial para ella misma. Ya que gracias a estos dones su cordura, sus relaciones y su propia vida nunca están exentas de peligro.
Vanessa siempre aparece vestida de forma elegante y refinada, mostrando siempre una gran majestuosidad, que solo se ve mermada cuando tiene que hacer frente a sus demonios internos y los peligros que la persiguen. A pesar de ser una mujer muy fuerte y valiente, en  numerosas ocasiones teme al enfrentarse a los grandes males que la acechan constantemente.
Aunque a primera vista y por su apariencia exterior parezca una mujer imponente y fría, Vanessa es una persona amable y compasiva. Esto lo podemos observar cuando establece un profundo vínculo con John Clare, y además ella es la única persona a la que la apariencia física de John Clare no repele, ni se asusta por su frío tacto. Siempre lo trata con gran amabilidad.
También disfruta de una gran amistad con el Dr. Víctor Frankenstein, al que incluso llega a ayudar en sus primeros y torpes pasos en el amor con Lily. Como muestra de su compasión y gran corazón también tenemos los fuertes sentimientos que desarrolla hacia Ethan Chandler, al que acepta a pesar de conocer su lado oscuro que siempre esconde al mundo. Vanessa en un determinado momento hasta llega a pedirle a Ethan Chandler que permanezca con ella, ya que con él se siente segura y cómoda, algo no muy habitual en Vanessa.
Pero sin duda el rasgo más característico de Vanessa es su asombrosa fuerza interior y su inquebrantable fe en su dios, que nunca pierde intensidad por muy mal que lo pase, y por mucho que su dios parezca darle la espalda.

## Apariciones
Temporada 1:
1. Trabajo nocturno
2. Sesión de espiritismo
3. Resurrección
4. La querida
5. Como hermanas
6. Lo que la muerte une
7. Posesión
8. El gran guiñol

 Temporada 2:
1. Gélido infierno
2. Verbis Diablo
3. Llegadas en la noche
4. Espíritus malignos en lugares celestiales
5. Sobre la bóveda celeste
6. Horrores gloriosos
7. Pequeño escorpión
8. Memento Mori
9. Y el mismo infierno es mi único enemigo
10. Y fueron enemigos